# فور مارکز
فور مارکز (به انگلیسی: Four Marks) یک روستا و محله مدنی در بریتانیا است که در ایست همپشر واقع شده‌است. فور مارکز ۴٬۷۹۹ نفر جمعیت دارد.